# Tuntsan erämaa
Tuntsan erämaa este o arie protejată (arie specială de conservare — SAC, sit de importanță comunitară — SCI) din Finlanda întinsă pe o suprafață de 21.241 ha, integral pe uscat.

## Localizare
Centrul sitului Tuntsan erämaa este situat la coordonatele 67°38′15″N 29°31′57″E / 67.6375°N 29.5325°E.

## Înființare
Situl Tuntsan erämaa a fost declarat sit de importanță comunitară în august 1998 pentru a proteja 2 specii de plante și 2 specii de animale. Situl a fost protejat și ca arie specială de conservare în aprilie 2015.

## Biodiversitate
Situată în ecoregiunea boreală, aria protejată conține 12 habitate naturale: Râuri naturale fino-scandinave, Cursuri de apă de la nivel de câmpie la nivel montan, cu vegetație Ranunculion fluitantis și Callitricho-Batrachion, Pajiști alpine și boreale, Tufărișuri subarctice cu Salix spp., Mlaștini turboase de tranziție și turbării mișcătoare, Izvoare fino-scandinave și mlaștini produse de izvoare bogate în minerale, Mlaștini alcaline, Turbării Aapa, Taiga vestică, Păduri nordice subalpine/subarctice cu Betula pubescens ssp. czerepanovii, Păduri de conifere pe eskere fluvioglaciare sau legate la acestea, Mlaștini împădurite.
La baza desemnării sitului se află mai multe specii protejate:
- plante (2): Arctagrostis latifolia, Moehringia lateriflora
- mamifere (2): gluton (Gulo gulo), vidră de râu (Lutra lutra)

Pe lângă speciile protejate, pe teritoriul sitului au mai fost identificate 1 specie de plante, 9 specii de păsări, 3 specii de mamifere.